# Abdij van Remiremont

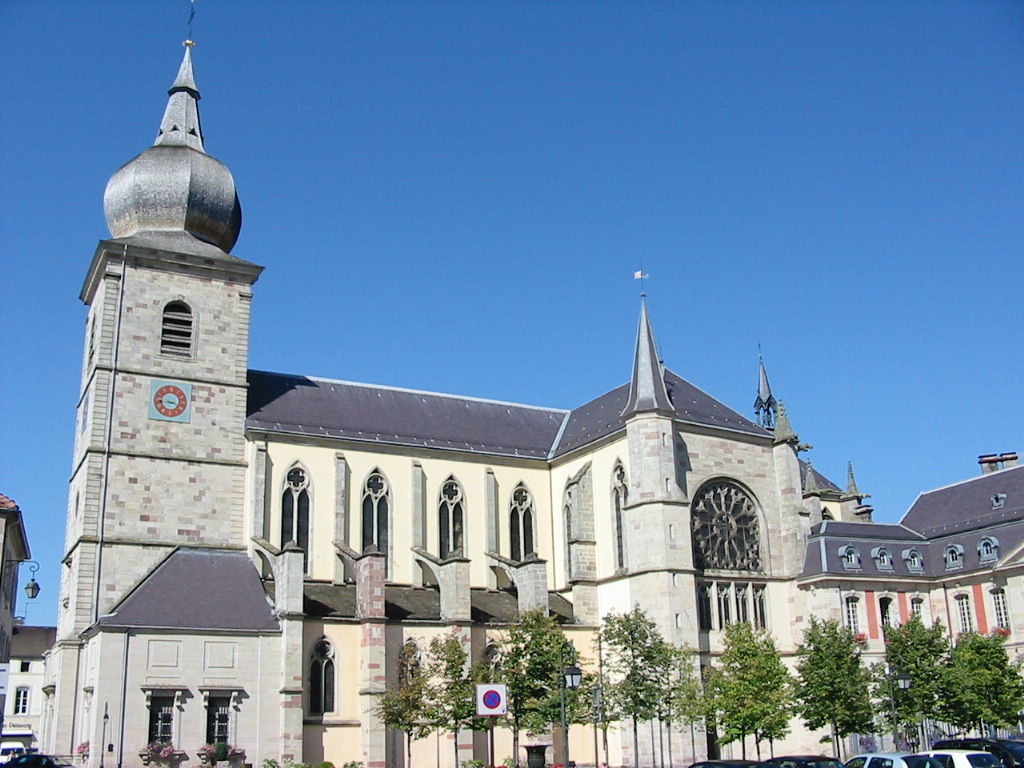
De abdij

De abdij Remiremont was een abdijvorstendom binnen het Heilige Roomse Rijk
Saint-Pierre de Remiremont (Duits: Romberg) werd omstreeks 620 als een abdij voor jonge meisjes in het voormalige castrum Habendum gesticht door de edelman Romaricus en de monnik Amatus uit Luxeuil. In 817 werd de benedictijner regel aangenomen. De abdij was alleen toegankelijk voor leden van de hogere adel en kwam tot grote rijkdom. De benedictijner regel werd los gelaten en de 50 dames leefden als kanunnikessen. In de twaalfde eeuw kreeg de vestiging rond de abdij een stedelijk karakter. De macht van de abdij werd beperkt door het hertogdom Lotharingen, dat de voogdij over het abdijvorstendom bezat als leen van het Heilige Roomse Rijk. Aan het van de dertiende eeuw werd de abdis voor het eerst als rijksvorstin vermeld. De abdij verloor de soevereiniteit in 1566.

## Abdis
- Thiatildis van Remiremont was abdis van de abdij (voor 833 - na 862).